# Lucia Mindlin Loeb
Lucia Mindlin Loeb (São Paulo, 1973) é uma fotógrafa brasileira que recebeu o Prêmio Estímulo de Fotografia da Secretaria do Estado de São Paulo em 1993 e foi indicada ao Prêmio Investidor Profissional de Arte (PIPA) em 2012, a mais relevante premiação brasileira sobre artes visuais. 

## Biografia
Lucia nasceu em São Paulo, em 1973 e é neta de Guita Mindlin e de José Mindlin, bibliófilos cujo trabalho se encontra disponível na Biblioteca Brasiliana Guita e José Mindlin.

## Percurso
Lucia é graduada em Desenho Gráfico pelo Centro Universitário Belas Artes (São Paulo, Brasil), tem mestrado em Artes Visuais pela Escola de Comunicação e Artes da Universidade de São Paulo e Doutoramento, na mesma Universidade, na área de Poéticas Visuais.
Lucia é designer gráfica e trabalha em fotografia desde 1991. Lucia tem o seu trabalho assente na procura de novos suportes para as suas imagens e da sua investigação foram construídos uma série de livros e livros-objetos que utilizam procedimentos tais como repetição de imagens, deslocamentos, sobreposições, cortes, furo, entre outros.
Lucia participou em exposições de arte das quais se destaca a 1ª Bienal Internacional de Fotografia de Curitiba (1996) e a 2ª Bienal Internacional de Fotografia de Tóquio, Japão (1997) tendo também exposto em espaços e galerias em São Paulo e também na Noruega. 

## Prêmios e reconhecimentos
- 1993 - Prêmio Estímulo de Fotografia, Secretaria do Estado de São Paulo[1][9]
- 2012 - Artista indicada ao Prêmio PIPA 2012[8]

## Obras e Exposições
Lucia tem a sua obra disponível em diversos catálogos e participou também em diversas exposições.
- 1993 - Fotógrafos Brasileiros, Sesc Pompeia (São Paulo),
- 1995 - Retratos, FAAP (São Paulo)
- 2008 - Livro Arbítrio, b_barco (São Paulo)
- 2009 - O Futuro das Lembranças, Galeria Vermelho (São Paulo)
- 2010 - Piratas, Mapas e Tesouros, Itaú Cultural (São Paulo)
- 2011 - Além da Biblioteca, Museu Lasa Segall (São Paulo)
- 2017 - Participou na inauguração da nova sede do Instituto Moreira Salles em São Paulo

## Ligações Externas
- Lucia Mindlin Loeb no acervo Instituto SocioAmbiental
- Livro "Entre duas esquinas da rua Celso Garcia" (2007)
- Lucia Mindlin Loeb no acervo da Galeria Marilia Razuk